# Nedžad Grabus
Nedžad Grabus, mufti in pedagog bošnjaškega rodu, v Sloveniji * 1968, Krpeljići, Travnik.
Grabus je bil 15 let mufti Islamske skupnosti v Republiki Sloveniji (do imenovanja za muftija v Sarajevu leta 2021). Je tudi predavatelj na "Fakulteti islamskih znanosti"(FIN) v Sarajevu. 
18. marca 2006 ga je Sabor Islamske skupnosti v Sloveniji imenoval za novega muftija, predlog pa je nato potrdil še Sabor Islamske skupnosti v Bosni in Hercegovini 29. aprila istega leta.
6. oktobra 2008 je v Sarajevu dotedanji magister znanosti Nedžad Grabus uspešno zagovarjal doktorsko disertacijo z naslovom "Teorija spoznanja v akaidu" in tako postal doktor znanosti na področju Akaida.
Junija 2021 ga je nasledil Nevzet Porić.